# Guillaume V d'Angoulême
Guillaume V Taillefer, neuvième comte héréditaire d'Angoumois (né en ?  - †  1120) était un seigneur du Moyen Âge, qui fut comte d’Angoulême de 1087 à 1120.

## Biographie
Guillaume V d'Angoulême était le fils aîné de Foulques Taillefer, huitième comte héréditaire d'Angoumois et de sa femme, épousée en 1058, Condoha ou Condor, fille du comte Robert Ier d'Eu et de sa première femme, Beatrix de Falaise. Guillaume avait au moins deux frères cadets, Geoffroy et Foulques. Ce dernier mourut à un âge avancé, autour de 1087-1089.
Guillaume V et ses frères étaient par ailleurs les neveux de Guillaume († 1076), évêque d'Angoulême.
Il était en conflit avec le comte Boson III de La Marche, qui attaqua son château de Confolens en 1091 mais fut tué dans l'action. Guillaume tenta de renforcer son influence sur la Marche en y soutenant Eudes Ier contre la sœur du comte déchu, ce qui lui valut l'opposition de Hugues VI de Lusignan, qui avait également des prétentions à l'héritage La Marche. Mais Guillaume parvint à repousser une attaque de Lusignan contre l'abbaye de Charroux
Il accompagna Godefroy de Bouillon à la croisade en Terre-Sainte qui se termina par la prise de Jérusalem. À son retour, traversant, l'Allemagne, il fit halte à Deutz, près de Cologne, où il mourut en l'an 1120. Il fut enterré dans abbaye bénédictine consacrée à saint Héribert. 
Son fils aîné, Vulgrin II, lui succéda à la tête du comté d'Angoulême.

## Mariage et descendance
Il avait épousé Vitapoy, fille d'Amanieu, seigneur de Benauges et de Saint-Macaire, en Gascogne, dont il eut quatre enfants :
- Vulgrin (qui lui succéda au comté d'Angoumois) ;
- Raymond, seigneur de Fronsac ;
- Foulques, seigneur de Montausier ;
- Graule, mariée à Adémard III, vicomte de Limoges.